# 訪問学級
訪問学級（ほうもんがっきゅう）とは、重度の障害や病気により特別支援学校に通うことが困難な児童・生徒のために、特別支援学校の教員が週に数回、子供のいる家庭もしくは病院で行う教育的な援助のことをいう。訪問教育、訪問指導という語を利用する場合もある。

## 概要
院内学級とは一見似ているが、その目的も援助も若干異なっている。院内学級は（それぞれの子どものニーズに合わせてではあるものの）複数の子どもを教育する学級という概念があるのに対し、訪問学級は1人の子どもを対象としている。